# Leopoldo Olavo Erig
Leopoldo Olavo Erig (São Sebastião do Caí, 18 de janeiro de 1913 — Florianópolis, 1 de maio de 1983) foi um político brasileiro.
Filho de Pedro Emílio Erig e de Leontina von Müller Erig. Casou com Maria Mathild Schlindwein.
Foi deputado à Assembleia Legislativa de Santa Catarina na 3ª legislatura (1955 — 1959).
Foi professor de Direito Internacional Público na Universidade Federal de Santa Catarina, de 1972 a 1977.